# Koki Habata
Koki Habata (羽畑 公貴 Habata Koki?), född 22 juli 1983 i Wakayama prefektur, är en japansk före detta fotbollsspelare.
Habata började sin karriär 2002 i Gamba Osaka. Efter Gamba Osaka spelade han för Sagan Tosu, Shizuoka FC, Kindai Wakayama FC, Arterivo Wakayama och FC Osaka. Han avslutade karriären 2009.